# Шиловцев, Сергей Павлович
Сергей Павлович Шиловцев - советский хозяйственный, государственный и политический деятель, доктор медицинских наук, профессор.

## Биография
Родился в 1898 году.
С 1909 года - на врачебной, общественной и политической работе. В 1909-1963 гг. — студент медицинского факультета Саратовского университета, Самарского университета, профессор Самаркандского медицинского университета, заведующий кафедрой госпитальной хирургии Сталинградского медицинского института, заведующий кафедрой общей хирургии Куйбышевского медицинского института, исследовал вопросы онкологии.
Избирался депутатом Верховного Совета РСФСР 2-го и 3-го созывов.
Умер в 1963 году в Куйбышеве.